# Pedro Huarte-Mendicoa Larraga

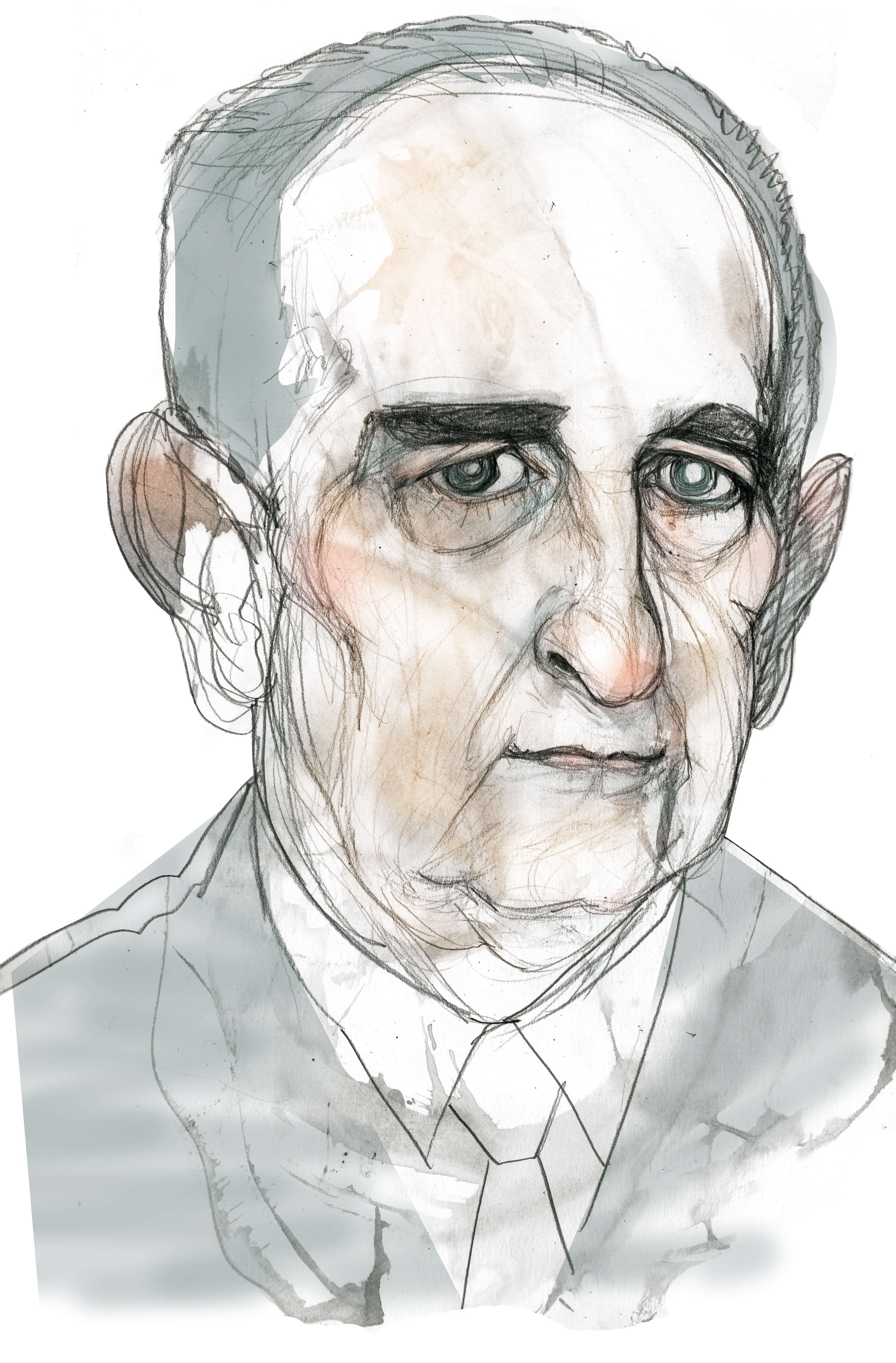
Pedro Huarte-Mendicoa Larraga

Pedro Huarte-Mendicoa Larraga (* 27. April 1905 in Pamplona; † 1. September 1991 in Spanien) war ein spanischer Pilot und Luftfahrtingenieur. Im Spanischen Bürgerkrieg stand er auf der Seite der nationalistischen Putschisten um den General und späteren Diktator Francisco Franco. 

## Leben
1921 begann er seine Laufbahn im Militärdienst an der Academia de Artillería. 1927 wurde er Pilot bei der Gruppe Observador de aeroplano de guerra. Am 20. Januar 1931 promovierte er als Maschinenbauingenieur. 1932 wurde er Professor der Fakultät Maschinenbau und Luftfahrttechnik an der Militärakademie Escuela Superior de Aerotecnia. 
Im Jahr 1936 bei der Vorbereitung des Putsches beim Ausbruch des Spanischen Bürgerkrieges nahm er in Verbindung mit Emilio Mola eine aktive Rolle ein und wurde kurzzeitig inhaftiert. Während des Zweiten Weltkrieges  war er Leiter des Projektbüros der Generaldirektion der Ejército del Aire und konstruierte einige Flugzeuge in Cuatro Vientos, Madrid. Von den Entwicklungen wurde zum Beispiel die nach ihm benannte Huarte Mendicoa HM-1 in Serie produziert, mit der er selbst im April 1942 den Erstflug absolvierte.  
Pedro Huarte-Mendicoa Larraga war auch Ende 1942 an der Gründung des Instituto Nacional de Técnica Aeronáutica (später als (INTA) Instituto Nacional de Técnica Aeroespacial bekannt) beteiligt und als Testpilot tätig. Im Jahr 1946 wurde er vom Luftfahrtministerium zum Direktor der Entwicklungsabteilung von CASA ernannt. Er war unter anderem auch beteiligt an den Projekten der CASA C-201 „Alcotán“, CASA C-202 „Halcon“ sowie CASA C-207 „Azor“.  Im Jahr 1960 wurde er in den Vorstand der CASA berufen und Direktor der Industria Aeronáutica innerhalb des Departamento del Gobierno de España Ministerio del Aire. Ende 1973 ging er als Generalmajor der Reserve in Pension.